# Lac del Sisga
Le lac del Sisga est un lac de barrage situé dans le département de Cundinamarca, en Colombie. 

## Géographie
Le lac del Sisga est situé dans la municipalité de Chocontá, à 60 km au nord-est de la ville de Bogota. 
Il a un volume de 96 millions de m3, pour une superficie de 6,8 km2.
Il fait partie, avec les lacs de Tominé et Neusa d'un système hydrologique destiné à contrôler le débit du río Bogotá.